# Pilawa (herb szlachecki)
Pilawa (Pilawa srebrna, Piława, Piliava, Strzała, „Z”, Półtrzecia krzyża) – polski herb szlachecki, wzmiankowany w najstarszym zachowanym do dziś polskim herbarzu, Insignia seu clenodia Regis et Regni Poloniae, spisanym przez historyka Jana Długosza w latach 1464–1480.
Pilawa jest jednym z nielicznych znanych herbów, które uczestniczyły w Bitwie pod Grunwaldem w 1410 roku. Miał go wówczas nosić Klemens z Moskorzewa. Wraz z upływem czasu i rozwojem struktury szlacheckiej, Pilawici podzielili się na wiele rodzin. Najbardziej znane rody z późniejszych epok, pieczętujące się herbem Pilawa to między innymi: Potoccy i Kamienieccy.

## Opis herbu
Srebrny krzyż o dwóch i pół ramionach w polu błękitnym.

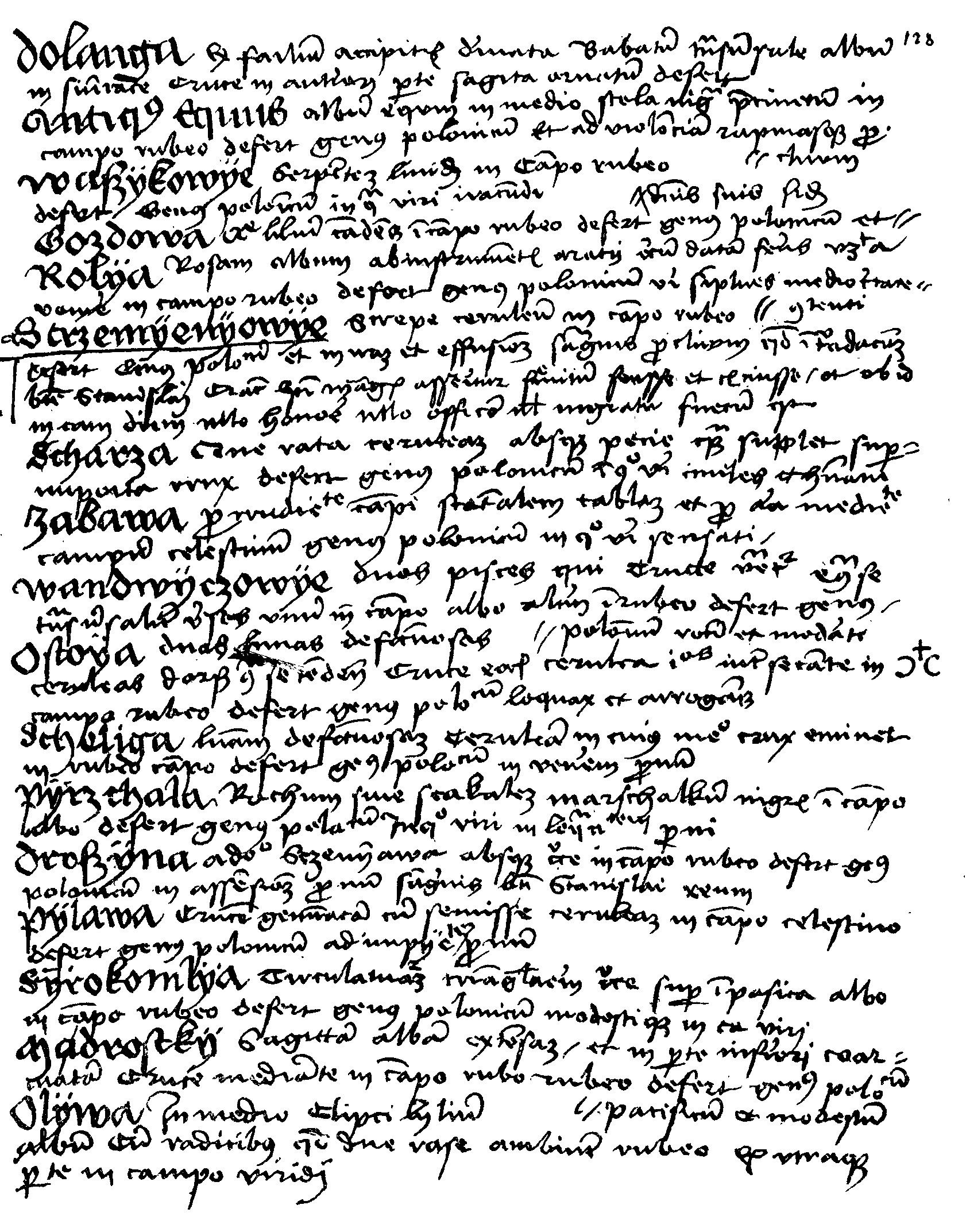
Herb Pilawa w herbarzu Jana Długosza z lat 1464–1480 Insignia seu clenodia Regis et Regni Poloniae.

### Opis historyczny
Jan Długosz blazonuje herb i opisuje herbownych następująco:

Pylawa, crucem geminatam cum semisse ceruleam in campo celestino defert.

Po przetłumaczeniu:

Pilawa, krzyż bliźniaczy z połową w polu błękitnym nosi.

Kasper Niesiecki, podając się na dzieła historyczne Marcina Bielskiego, Bartosza Paprockiego i Szymona Okolskiego, opisuje herb:

Półtrzecia krzyża białego w polu błękitnym, tym kształtem powinno być ułożone, że ostatniego od dołu z lewej strony tarczy, tylko połowa, a nad koroną pięć piór strusich (...)

### Opis współczesny
Opis skonstruowany współcześnie brzmi następująco:
Na tarczy o polu błękitnym półtrzeciakrzyż srebrny.
W klejnocie pięć piór strusich.
Labry herbowe błękitne, podbite srebrem.

## Geneza
Według najczęściej cytowanej przez heraldyków legendy (opisanej w sekcji niżej), rycerz Żyrosław z Potoka miał otrzymać herb za męstwo.
Hipolit Stupnicki, twierdzi natomiast, że Kazimierz Sprawiedliwy nagradzając czyny Żyrosława przemienił półtora krzyża z jego ówczesnego herbu (Prus) na półtrzeciakrzyż. Tym samym dając narodziny herbowi Pilawa.

(...) Kazimierz Sprawiedliwy nagradzając czyny owego Żyrosława, zamienił półtora krzyża jego (herb Prus) na półtrzecia.

### Najwcześniejsze wzmianki
Najstarsze zapiski sądowe herbu pochodzą z 1385 roku, natomiast najstarszy znak pieczętny z 1419 roku . Najwcześniejsze znane źródło heraldyczne wymieniające herb to datowane na lata 1464–1480 Insignia seu clenodia Regis et Regni Poloniae polskiego historyka Jana Długosza, który wzmiankuje w nim informację, wraz z podanym wcześniej opisem herbu:

Pylawa, crucem geminatam cum semisse ceruleam in campo celestino defert. Genus Polonicum ad impietatem pronum.

Po przetłumaczeniu:

Pilawa, krzyż bliźniaczy z połową w polu błękitnym nosi. Rasa polska, podatna na bezprawie.

### Etymologia
Krzyż heraldyczny znajdujący się w godle herbowym to tzw. półtrzeciakrzyż, czyli częsta w heraldyce figura, występująca głównie w herbach nadawanych rodzinom na Kresach. Półtrzecia to dawne określenie liczby 2,5. Symbolicznie odnosi się do przejścia z pogaństwa na chrześcijaństwo i walki w obronie wiary .
Nazwa herbu pochodzi od miejscowości Pilawa w Prusach (obecnie Bałtyjsk w Rosji), w której odbyła się bitwa między Polakami a Prusakami.

### Legenda
W roku 1166 Bolesław Kędzierzawy nadciągnął ze swym rycerstwem pod miejscowość Pilawa w ówczesnych Prusach. Naprzeciw stały hufce nieprzyjacielskie. One też uderzyły jako pierwsze. Atak został odparty przez oddział Polaków pod wodzą Żyrosława. Wrogowie zaatakowali po raz drugi. I znów musieli się cofnąć. Wtedy Żyrosław uderzył ze swymi wojami. Przebił się przez środek nieprzyjacielskiego wojska, dopadł ich wodza, zwalił z konia i zabił. Strwożeni Prusowie rzucili się do ucieczki. Na pamiątkę tego boju Żyrosław dostał herb zwany Pilawą – od miejsca bitwy.

## Herbowni
Lista herbownych w artykule sporządzona została na podstawie wiarygodnych źródeł, zwłaszcza klasycznych i współczesnych herbarzy. Należy jednak zwrócić uwagę na częste zjawisko przypisywania rodom szlacheckim niewłaściwych herbów, szczególnie nasilone w czasie legitymacji szlachectwa przed zaborczymi heroldiami, co zostało następnie utrwalone w wydawanych kolejno herbarzach. Identyczność nazwiska nie musi oznaczać przynależności do danego rodu herbowego. Przynależność taką mogą bezspornie ustalić wyłącznie badania genealogiczne.
Pełna lista herbownych nie jest dziś możliwa do odtworzenia, także ze względu na zniszczenie i zaginięcie wielu akt i dokumentów w czasie II wojny światowej (m.in. w czasie powstania warszawskiego w 1944 spłonęło ponad 90% zasobu Archiwum Głównego w Warszawie, gdzie przechowywana była większość dokumentów staropolskich). Lista nazwisk znajdująca się w artykule pochodzi z Herbarza polskiego, Tadeusza Gajla  (159 nazwisk). Występowanie na liście nazwiska nie musi oznaczać, że konkretna rodzina pieczętowała się herbem Pilawa. Często te same nazwiska są własnością wielu rodzin reprezentujących wszystkie stany dawnej Rzeczypospolitej, tj. chłopów, mieszczan, szlachtę. Jest to dotychczas najpełniejsza lista herbownych, uzupełniana ciągle przez autora przy kolejnych wydaniach Herbarza. Tadeusz Gajl wymienia następujące nazwiska uprawnionych do używania herbu Pilawa:
Antypowicz,
Balcer, Baszmanowski, Batulewicz, Błędowski, Bogdaszewski, Boleścic, Borowski, Borszcożowski, Bortkiewicz, Bóbr, Buczacki, Buterlewicz, Butulewicz, Bystrzykowski, Bzowski,
Charewicz, Charkowski, Chechelski, Chrzczonowski, Cieszkowski, Czeszkowski,
Denewski, Denow, Dmitrowski, Dobromirski, Drozdowski, Dulowski, Dymitrowski,
Felsztyn, Gąsiorowski,
Grabowski, Groffik,
Ilkusz,
Janowski, Jerzewski, Jurkowicki, Jurkowicz, Jurkowiecki,
Kamieniec, Kamieniecki, Kamieński, Kaminiec, Karliński, Kliczkowski, Klikowicz, Knot, Knoth, Kostecki, Kot, Kubiatowicz,
Lachowicz, Lachowski, Lalowski, Lechiński, Lechowski, Lewicki, Lichiński, Lichnowski, Lutostański,
Łabuszewski, Łachowski,
Małyszewicz, Manasterski, Manastyrski, Marcinkowski, Mars, Masłowski, Miłkowski, Misiowski, Modzelewski, Monasterski, Moskarzowski, Moskorzewski, Murca, Mysiowski, Mysłowski, Mystkowski, Myszkowski, Myślkowski,
Nagorski, Nagorzyński, Nagórski, Nagurski, Namieniecki, Niewiadowski, Niewodowski,
Obertyński, Okieński, Okiński,
Petrowicki, Pęczalski, Pęczelski, Piec, Piecewski, Piecowski, Pieczyski, Pierzyński, Pilawski, Piotrkowczyk, Piotrkowski, Piotrowicki, Piruski, Płatuść, Podfilipski, Podgajewski, Podgórski, Podhajecki, Pokutyński, Potocki, Przełubski, Przyłubski,
Rawa, Rawski, Roskowski, Roszkowski, Rucki, Rudzki, Rutski, Rynkowski,
Skaczkowski, Skałowski, Słostowski, Smalawski, Smalski, Solecki, Stanisławski, Stokowski, Stroiński, Sychowski, Szewiga, Szychowski,
Światły, Święcicki,
Twardowski, Twarowski, Tworowski,
Warkulewicz, Warzyński, Waźliński, Ważyński, Wierzbicki, Wierzychowski, Wiesiołowski, Wietrychowski, Wietrzychowski, Wojsz, Wojsza,
Zagorski, Zagórski, Zakliczewski, Zakliczowski, Zelisławski,
Żak, Żakiewicz, Żarski, Żelisławski, Żelsławski, Żokiewicz, Żyrosław .

### Znaczący przedstawiciele i potomkowie rodów herbu Pilawa
Wielu Pilawitów, szczególnie z rodzin magnackich, dochodziło w czasach Rzeczypospolitej szlacheckiej do godności dygnitarskich (sprawowali najwyższe funkcję dygnitarskie w historii Rzeczypospolitej, np. wojewodów, marszałków, podskarbich, kanclerzy, hetmanów). Rodziny magnackie, o których tu mowa to chociażby Potoccy i Kamienieccy. Nie brakowało też wśród przedstawicieli rodów herbu Pilawa wysokich rangą sług Kościoła (np. biskupów), a także poetów, pisarzy, artystów, uczonych, uczestników zrywów niepodległościowych.

## Występowanie w heraldyce terytorialnej

### Herby będące powtórzeniem rysunku Pilawy
Niemal niezmienionego herbu Pilawa używają (bądź używały) miasta:
| Herb | Nazwa       | Status                  | Powiat       | Województwo      | Kraj    |
| ---- | ----------- | ----------------------- | ------------ | ---------------- | ------- |
|      | Brody       | miasto                  | brodzki      | tarnopolskie     | Ukraina |
|      | Buczacz     | miasto                  | buczacki     | tarnopolskie     | Ukraina |
|      | Horodenka   | miasto                  | horodeński   | stanisławowskie  | Ukraina |
|      | Jabłonów    | osiedle typu miejskiego | kosowski     | iwanofrankiwskie | Ukraina |
|      | Leszniów    | wieś                    | brodzki      | lwowskie         | Ukraina |
|      | Probużna    | wieś                    | czortkowski  | tarnopolskie     | Ukraina |
|      | Potok Złoty | osiedle typu miejskiego | buczacki     | tarnopolskie     | Ukraina |
|      | Sokołówka   | wieś                    | buski        | lwowskie         | Ukraina |
|      | Tłuste      | osiedle typu miejskiego | zaleszczycki | tarnopolskie     | Ukraina |
|      | Tyśmienica  | miasto                  | tłumacki     | stanisławowskie  | Ukraina |

### Herby terytorialne nawiązujące do Pilawy
Akcenty herbu Pilawa używają (bądź używały) miasta:
| Herb | Nazwa         | Status                  | Powiat       | Województwo     | Kraj    |
| ---- | ------------- | ----------------------- | ------------ | --------------- | ------- |
|      | Buczacz       | miasto                  | buczacki     | tarnopolski     | Ukraina |
|      | Buczacz       | miasto                  | buczacki     | tarnopolski     | Ukraina |
|      | Buczacz       | miasto                  | buczacki     | tarnopolski     | Ukraina |
|      | Budzanów      | wieś                    | trembowelski | tarnopolski     | Ukraina |
|      | Kozowa        | osiedle typu miejskiego | brzeżański   | tarnopolski     | Ukraina |
|      | Krzeszowice   | miasto                  | chrzanowski  | krakowski       | Polska  |
|      | Krzeszowice   | gmina                   | chrzanowski  | krakowski       | Polska  |
|      | Krzeszowice   | gmina                   | chrzanowski  | krakowski       | Polska  |
|      | Monasterzyska | miasto                  | buczacki     | tarnopolski     | Ukraina |
|      | Nałęczów      | miasto                  | lubelskie    | puławski        | Polska  |
|      | Nałęczów      | gmina                   | lubelskie    | puławski        | Polska  |
|      | Peczeniżyn    | osiedle typu miejskiego | kołomyjski   | iwanofrankiwski | Ukraina |
|      | Stanisławów   | miasto                  | –            | iwanofrankiwski | Ukraina |
|      | Wierzchówka   | wieś                    | trostianecki | winnicki        | Ukraina |
|      | Zabłotów      | osiedle typu miejskiego | śniatyński   | stanisławowski  | Ukraina |

## Odmiany
| Odmiany herbu Pilawa |

## Galeria

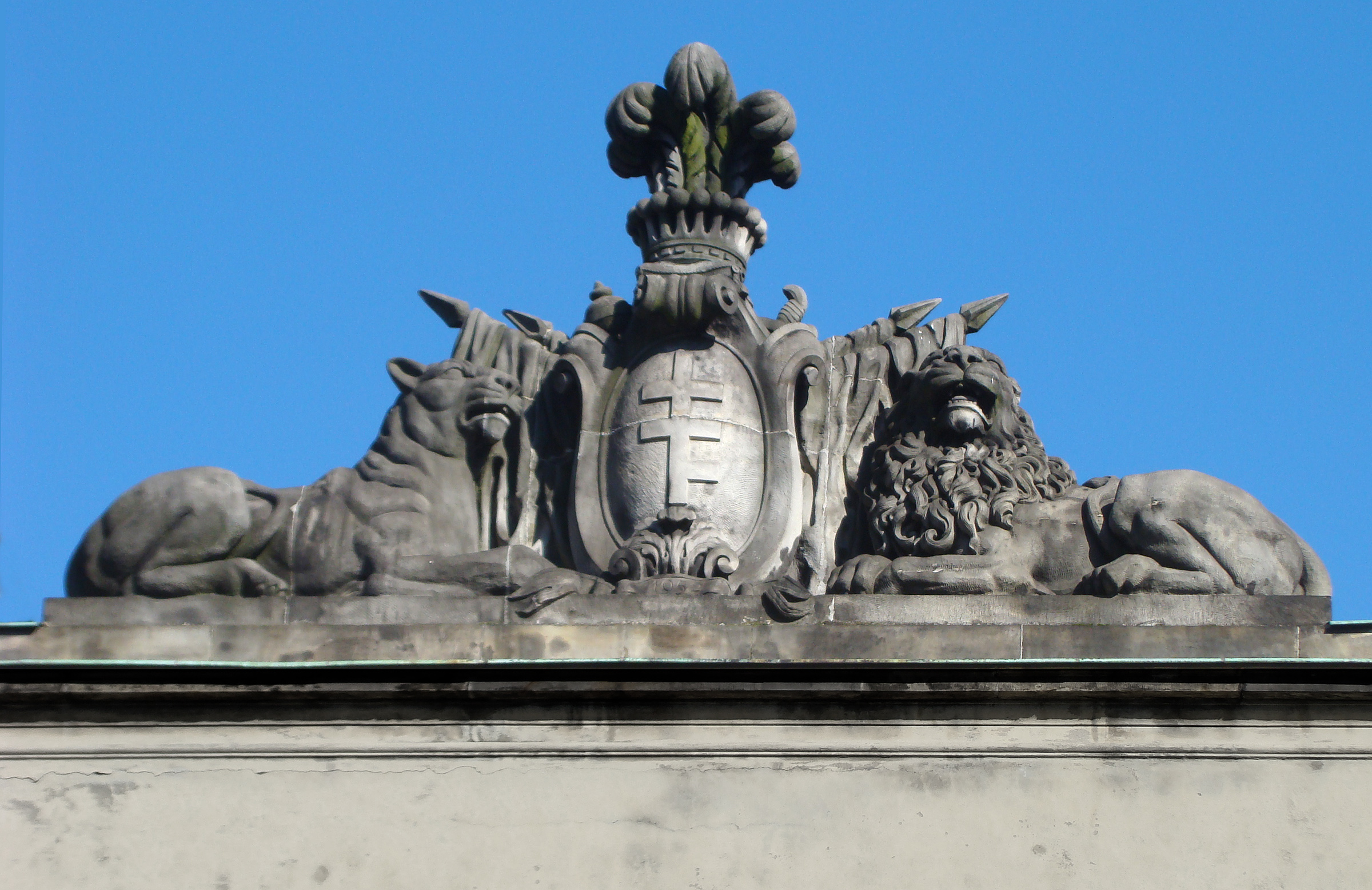
Pałac Tyszkiewiczów w Warszawie
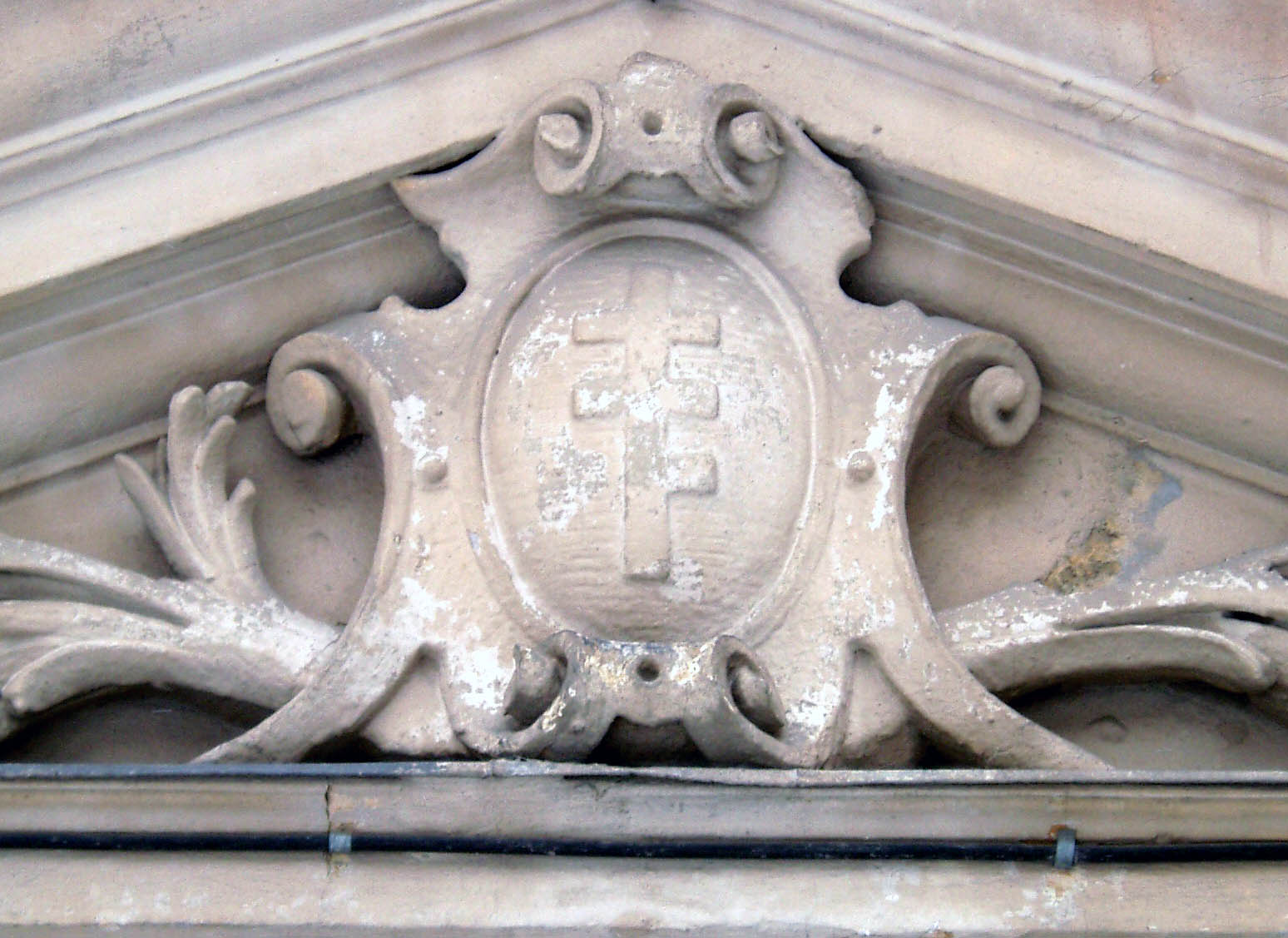
Pałac we Lwowie, ulica Stefanyka 7a
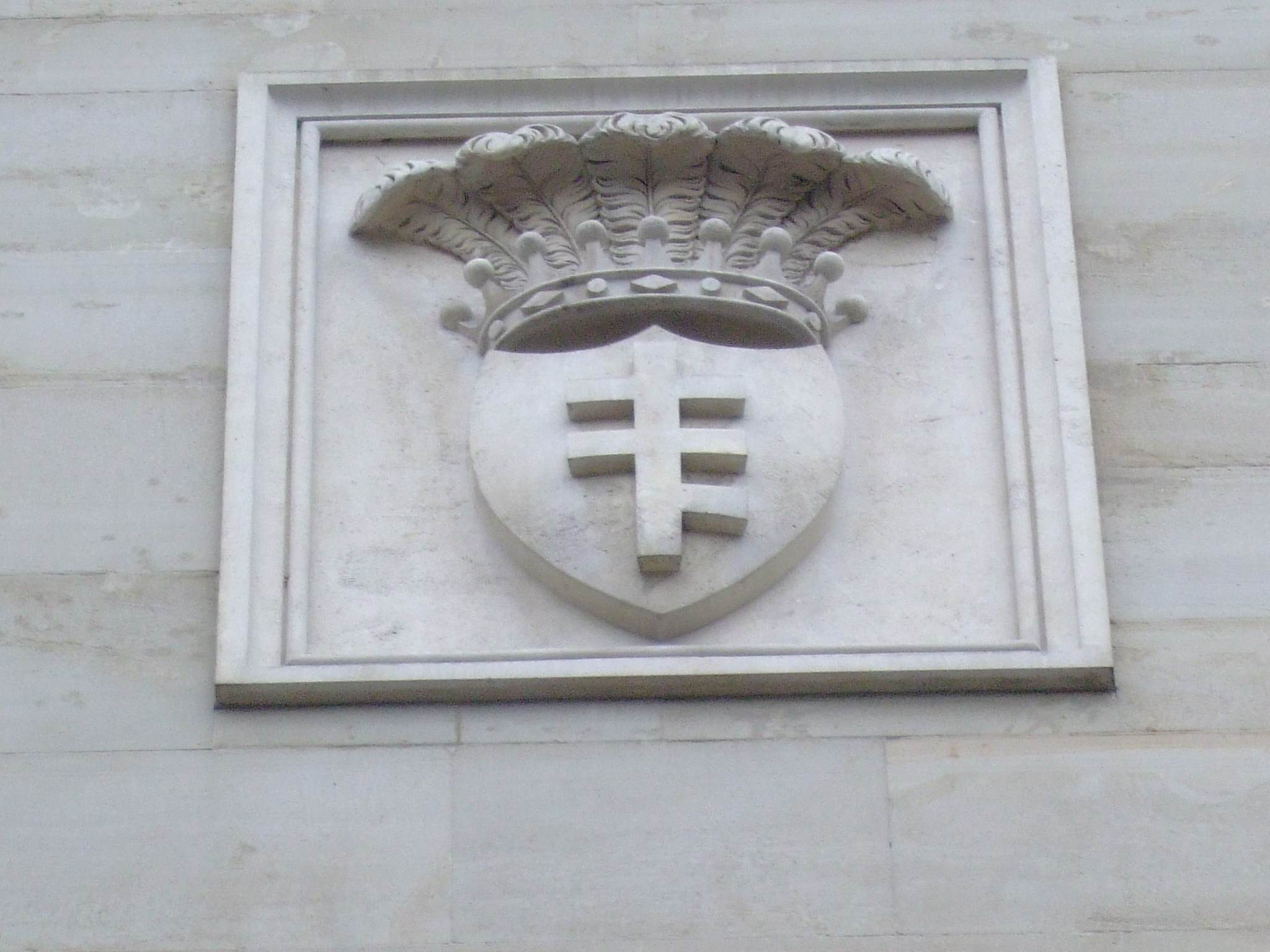
Kościół św. Marcina w Krzeszowicach
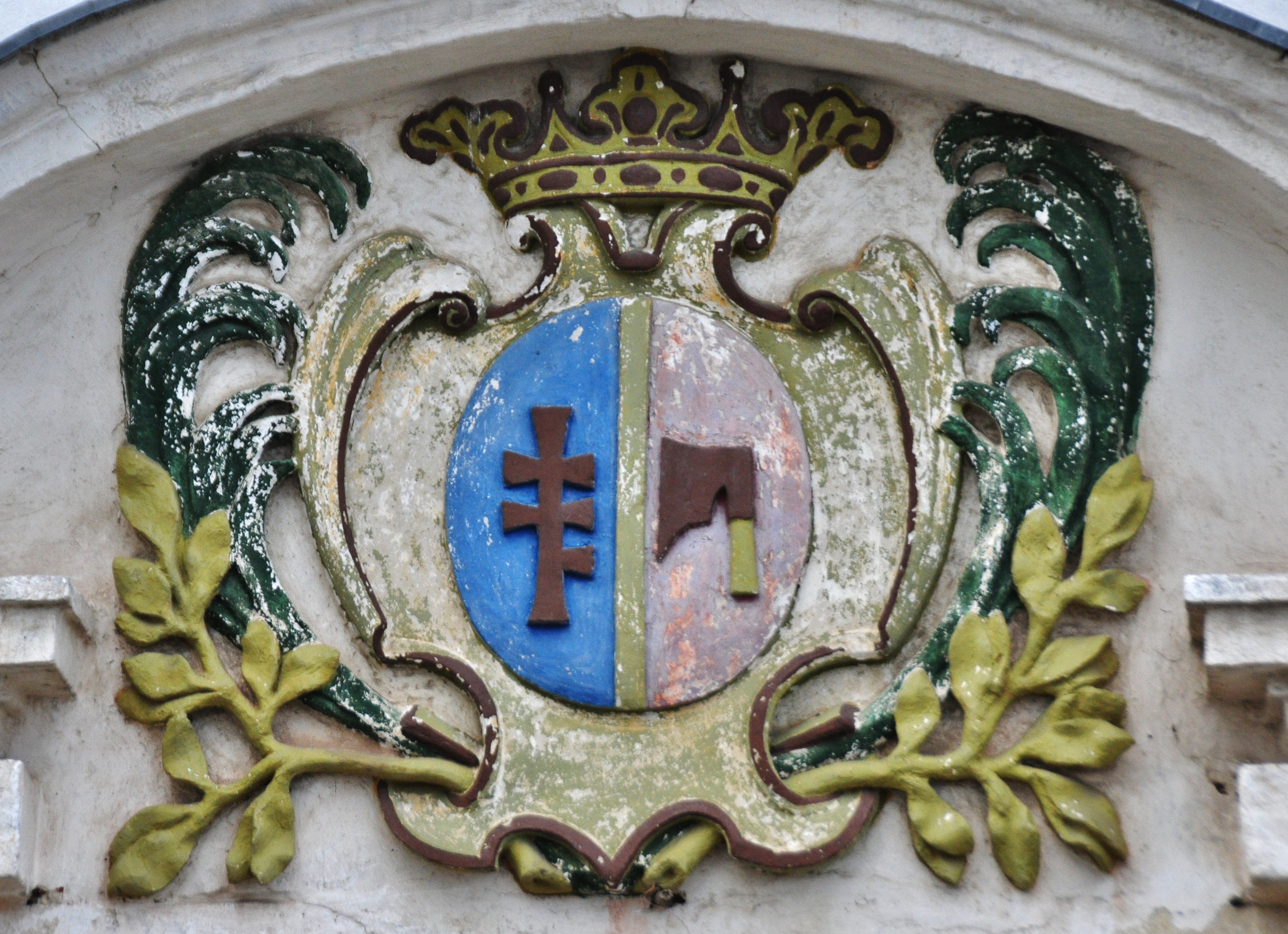
Kościół pw. św. Marcina w Siemianówce
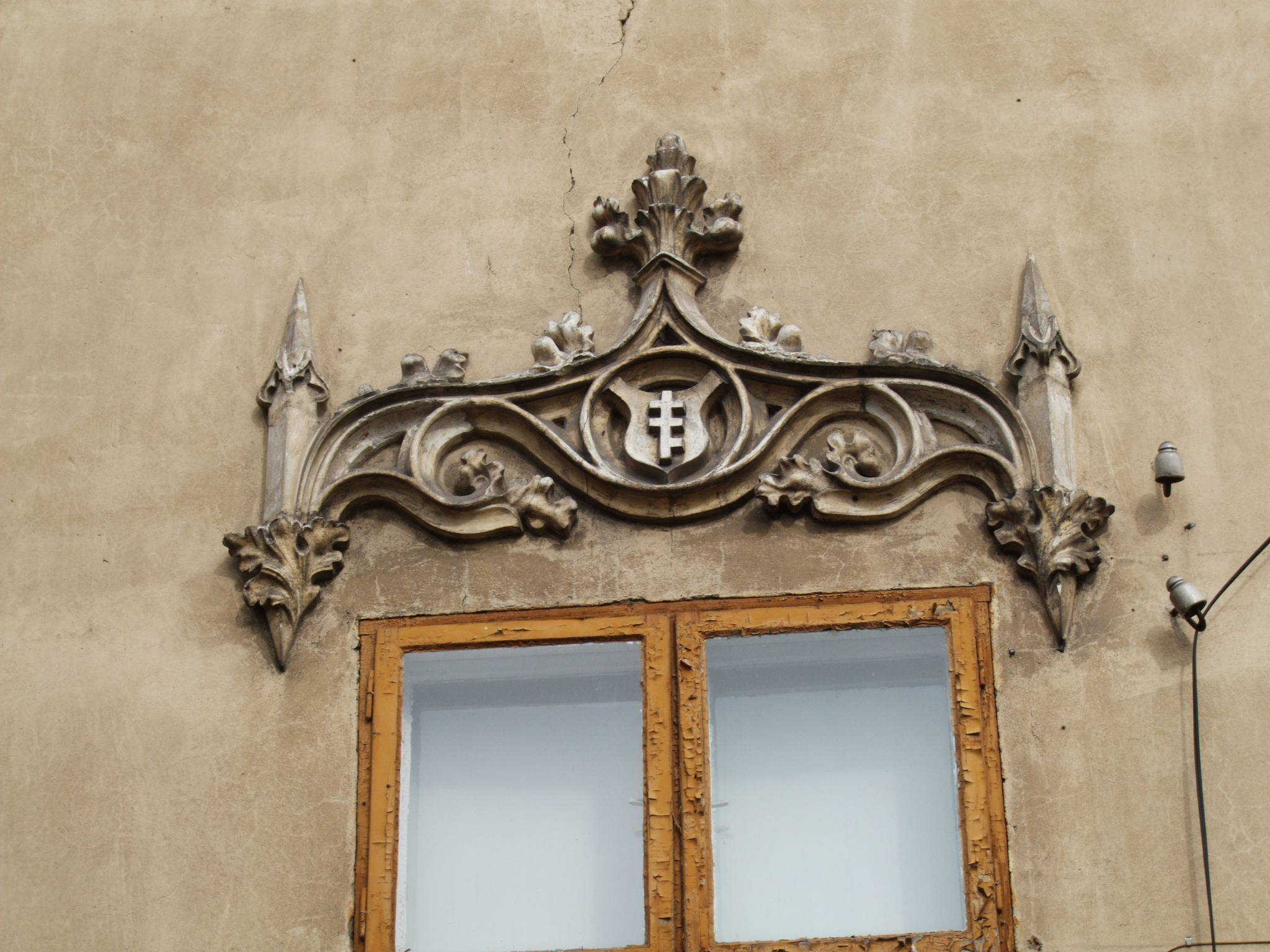
Zamek w Zatorze
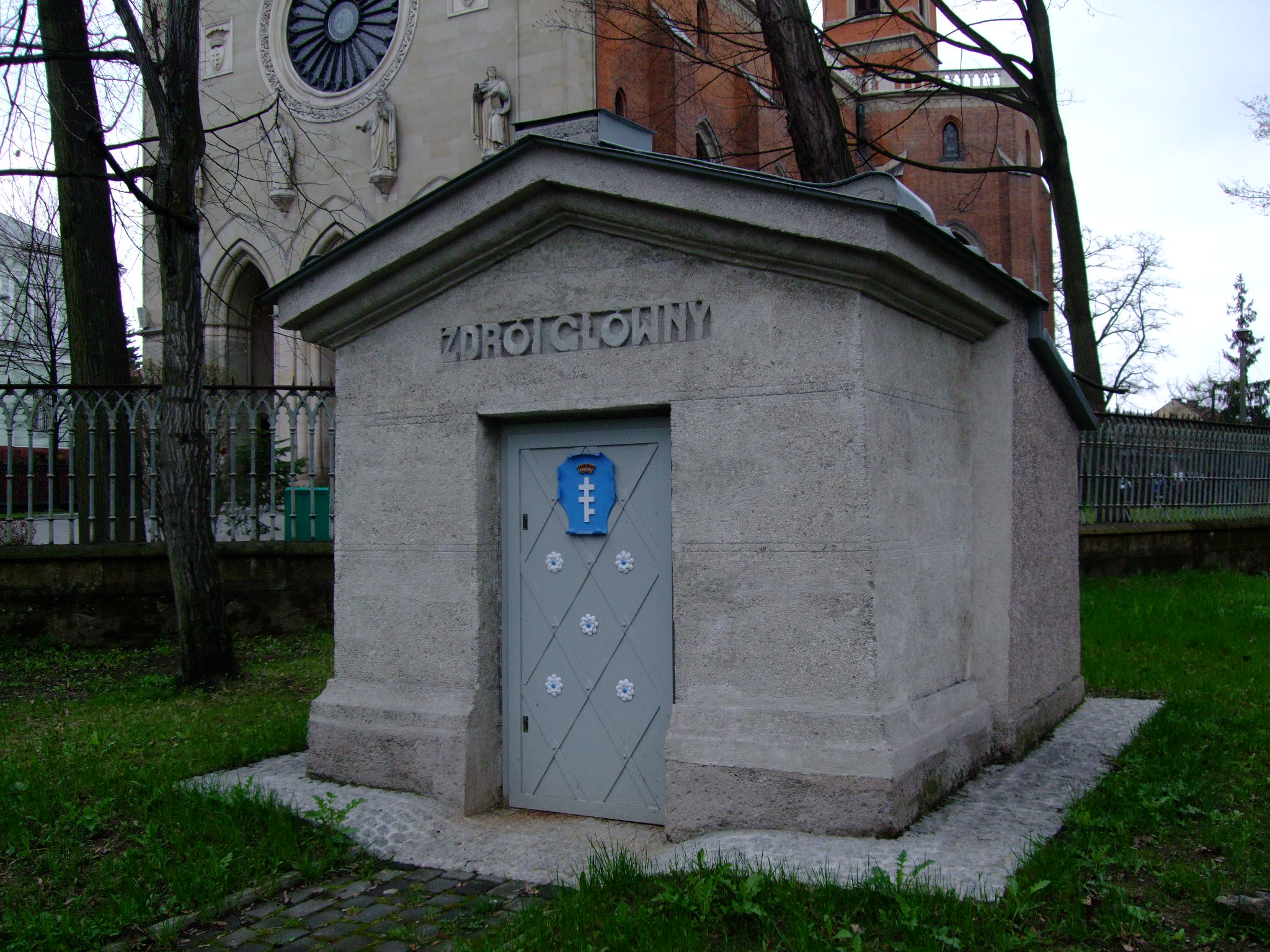
Źródło Główne w Krzeszowicach
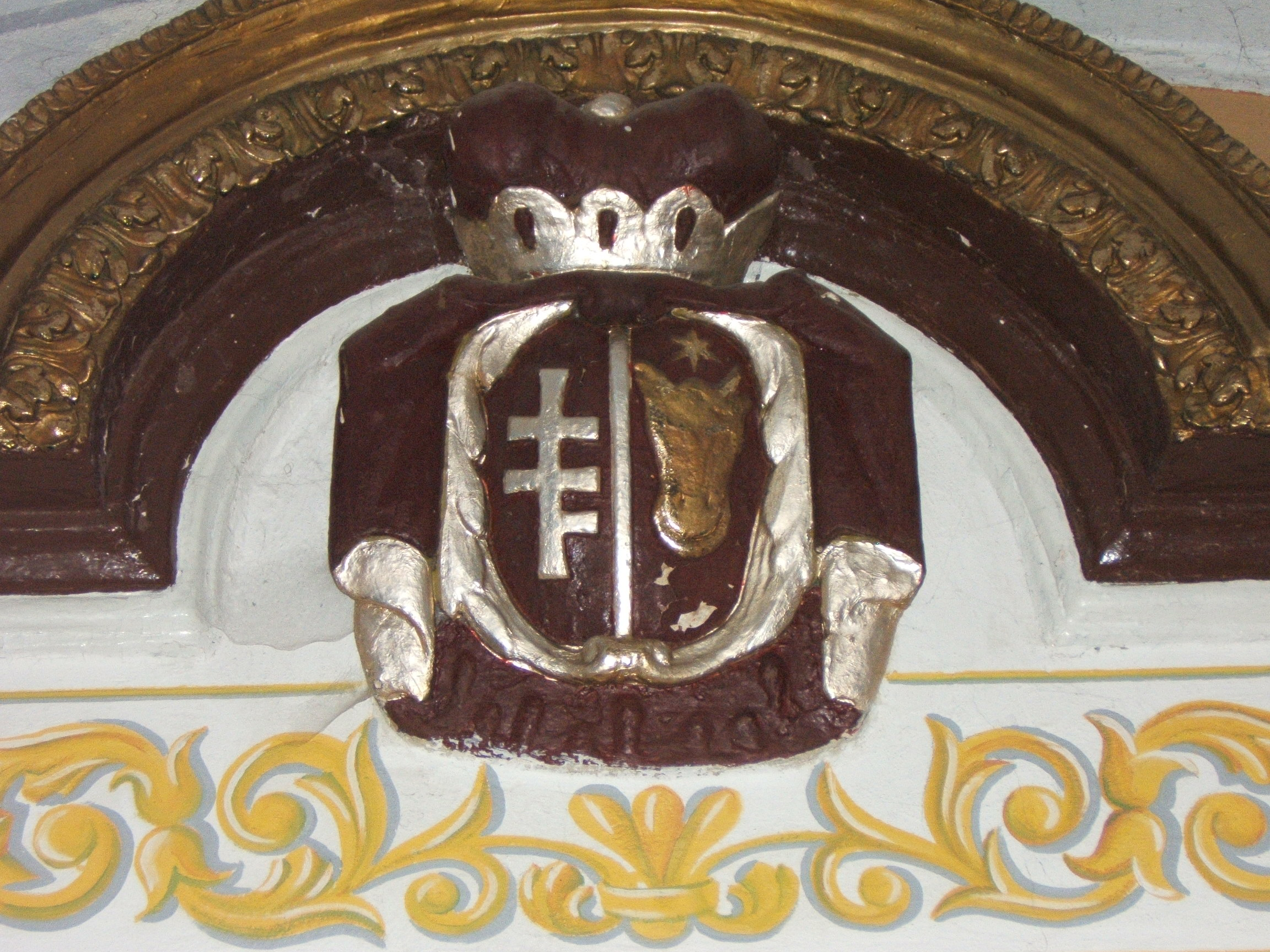
Cerkiew św. Mikołaja w Buczaczu

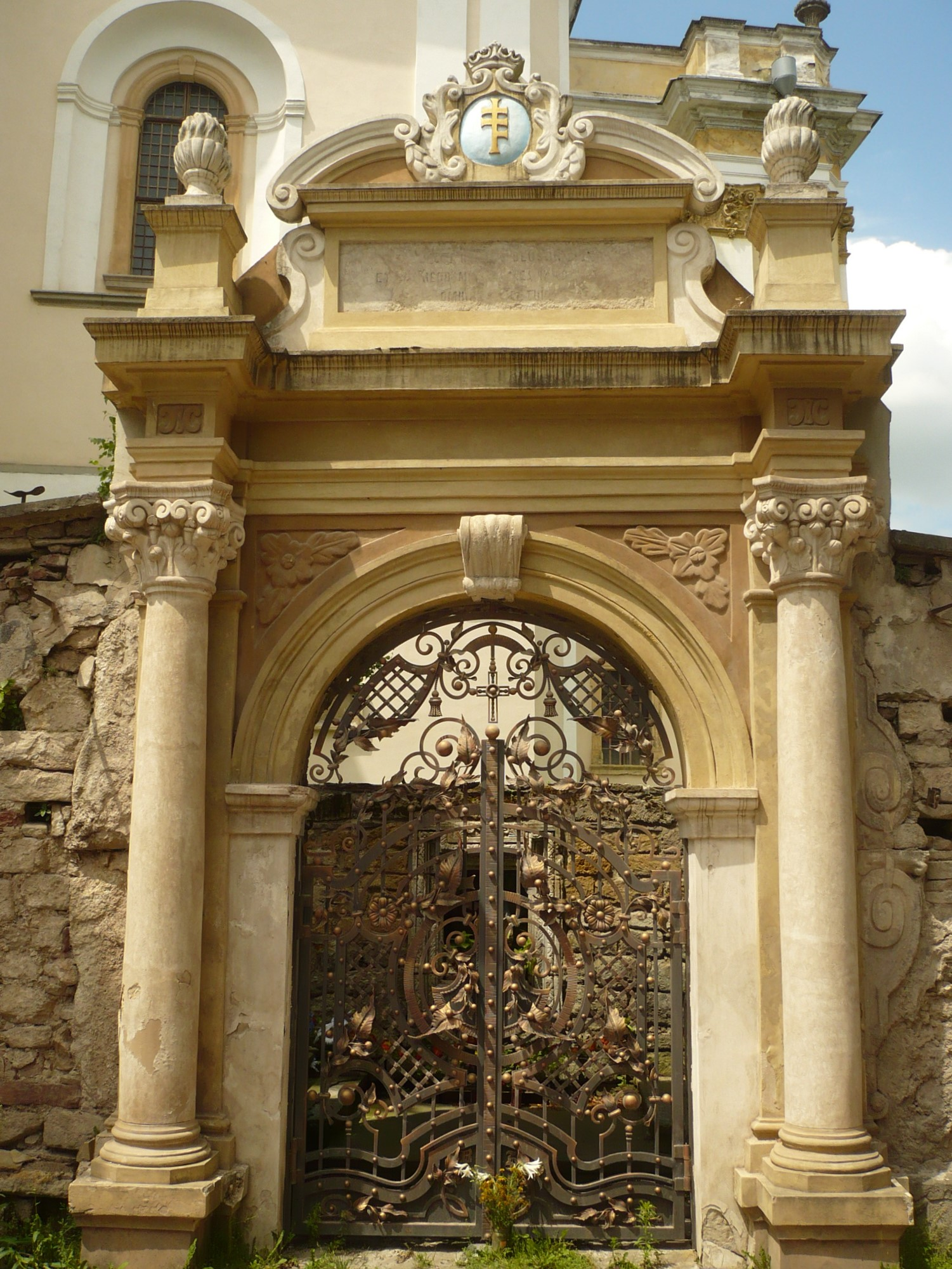
Kościół Wniebowzięcia Najświętszej Marii Panny w Buczaczu
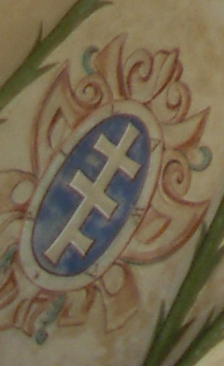
Zamek w Baranowie Sandomierskim
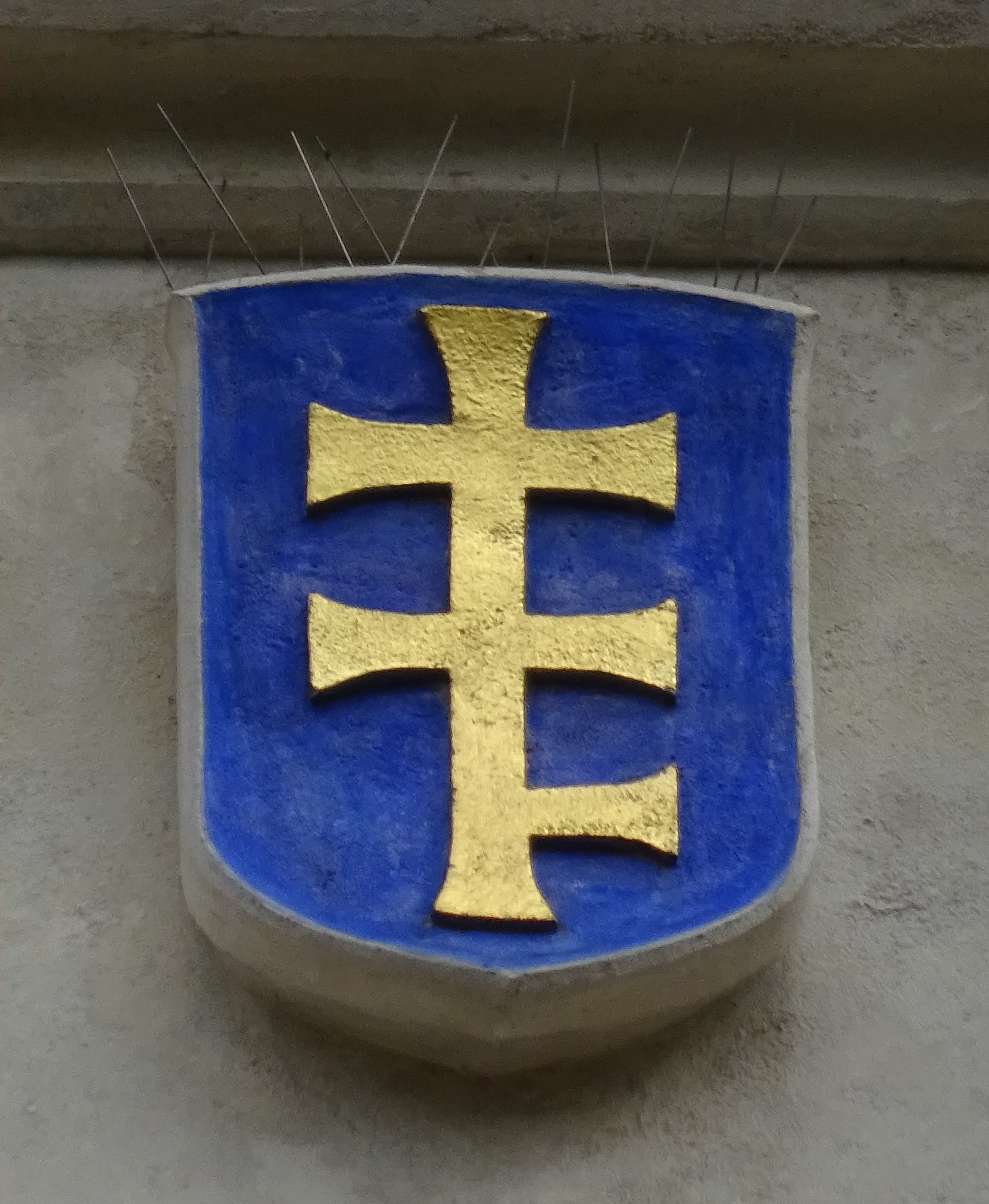
Collegium Novum Uniwersytetu Jagiellońskiego
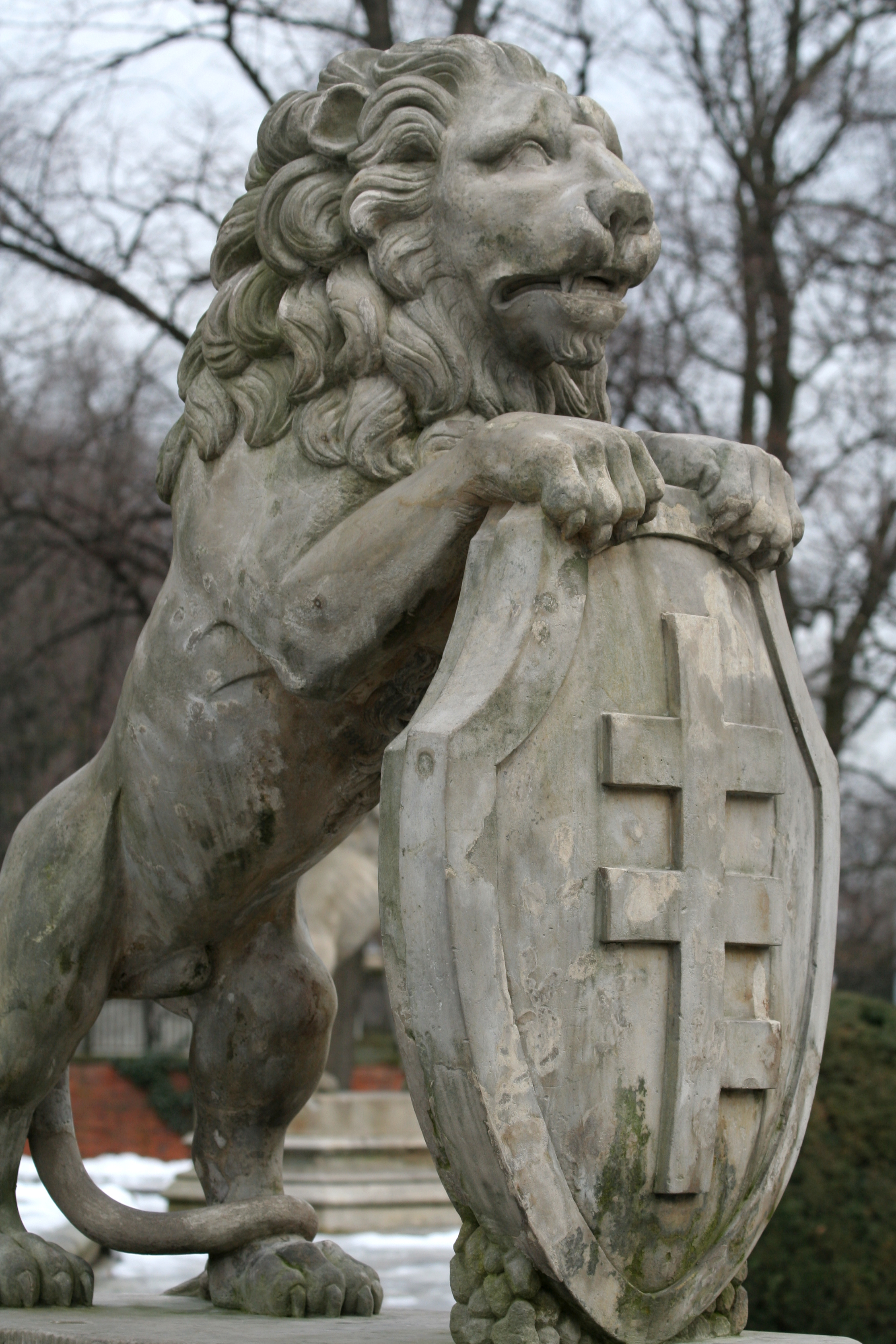
Mauzoleum Potockich w Wilanowie
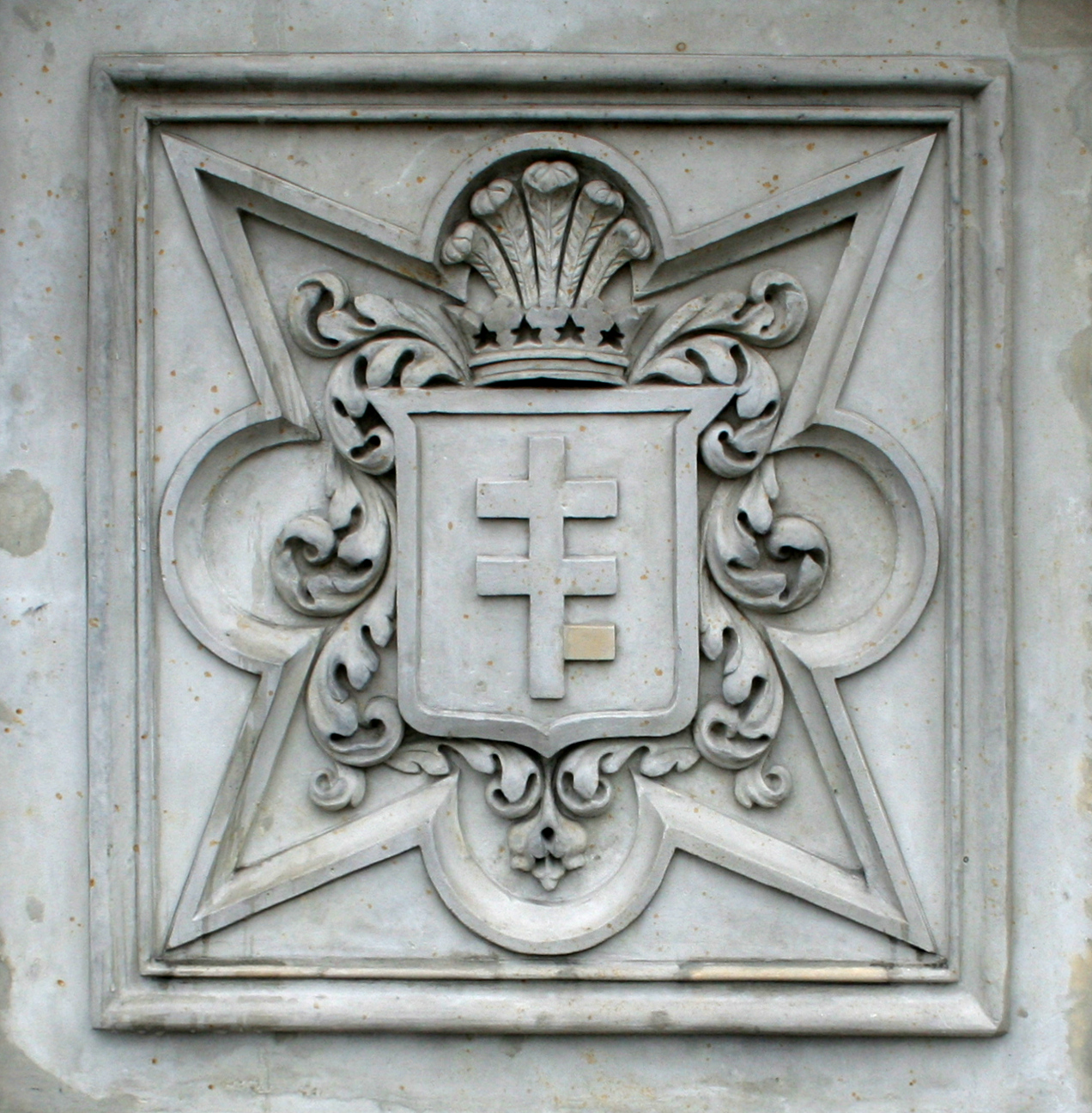
Mauzoleum Potockich w Wilanowie
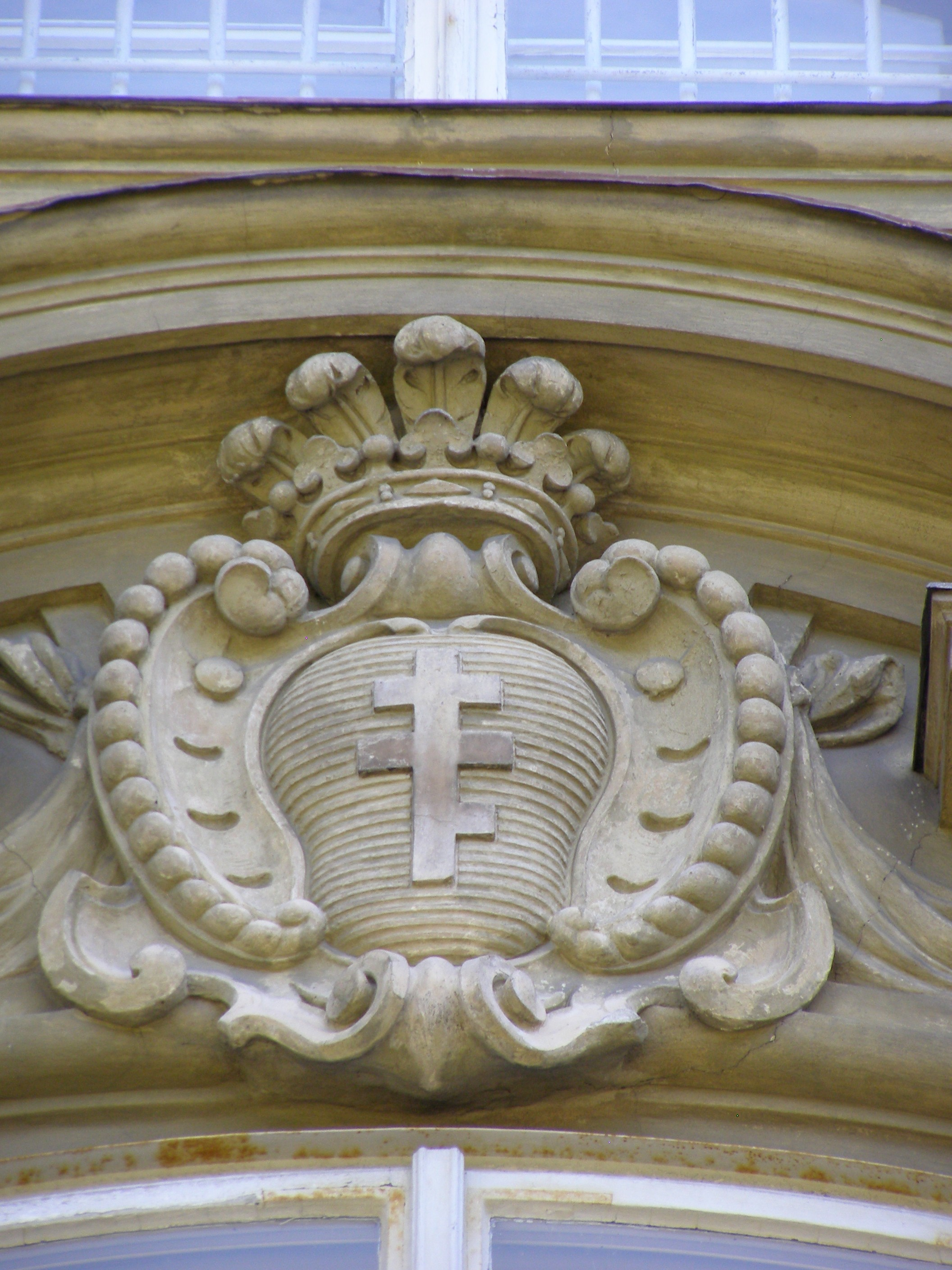
Zamek w Łańcucie
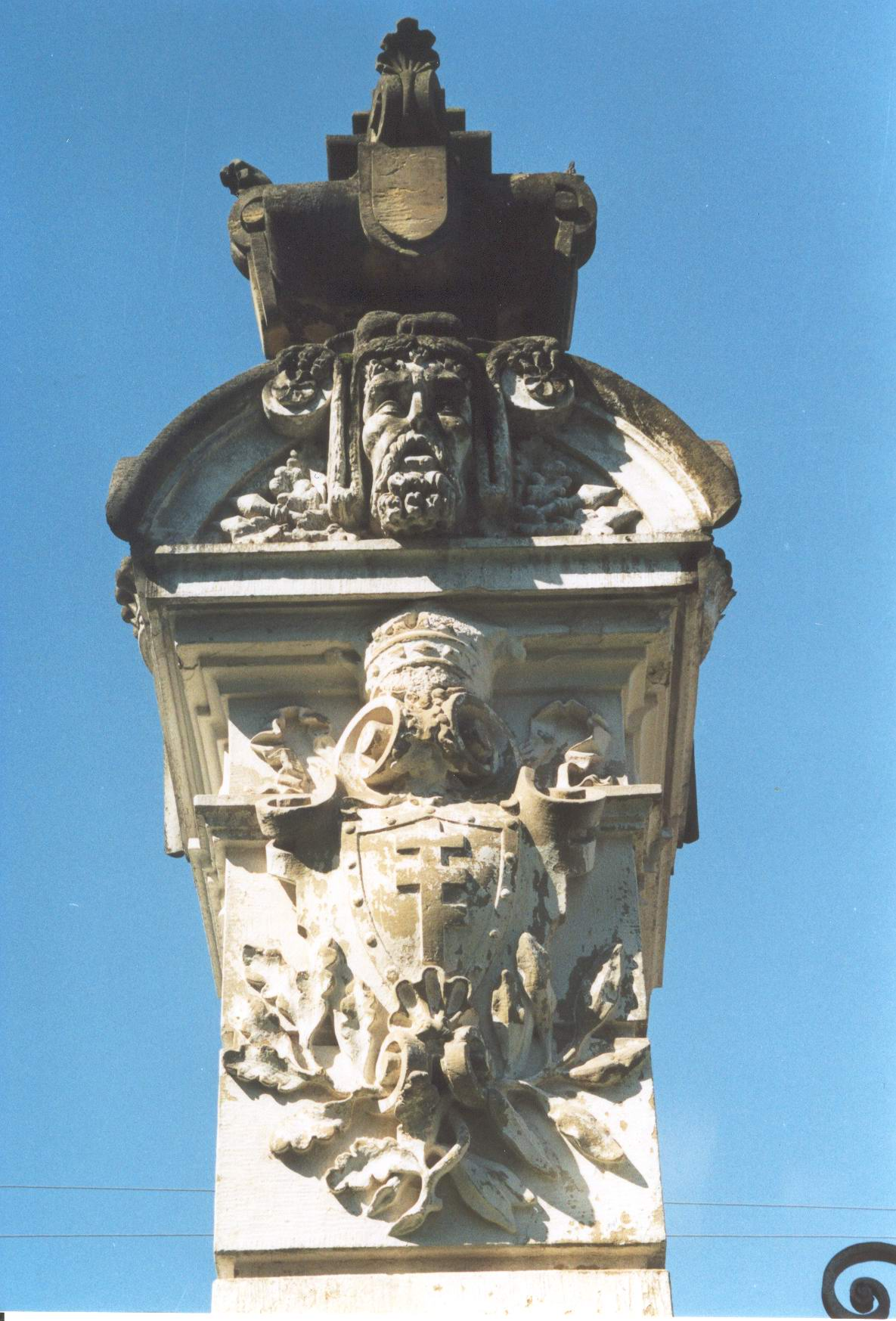
Pałac w Antoninach